# Моререшть (комуна)
Моререшть, Моререшті (рум. Morărești) — комуна у повіті Арджеш в Румунії. До складу комуни входять такі села (дані про населення за 2002 рік):
- Дедулешть (459 осіб)
- Дялу-Обеждянулуй (135 осіб)
- Лумініле (273 особи)
- Менчою (292 особи)
- Моререшть (646 осіб) — адміністративний центр комуни
- Сепунарі (395 осіб)

Комуна розташована на відстані 136 км на північний захід від Бухареста, 29 км на північний захід від Пітешть, 96 км на північний схід від Крайови, 109 км на південний захід від Брашова.

## Населення
За даними перепису населення 2002 року у комуні проживали 2200 осіб.
Національний склад населення комуни:
| Національність | Кількість осіб | Відсоток |
| -------------- | -------------- | -------- |
| румуни         | 2198           | 99,9%    |
| турки          | 1              | < 0,1%   |

Рідною мовою назвали:
| Мова      | Кількість осіб | Відсоток |
| --------- | -------------- | -------- |
| румунська | 2197           | 99,9%    |
| турецька  | 2              | 0,1%     |

Склад населення комуни за віросповіданням:
| Релігія       | Кількість осіб | Відсоток |
| ------------- | -------------- | -------- |
| православні   | 2190           | 99,5%    |
| бретрени      | 5              | 0,2%     |
| римо-католики | 2              | 0,1%     |
| реформати     | 2              | 0,1%     |